# Coupe des confédérations 1997
Navigation
Arabie saoudite 1995 Mexique 1999
La Coupe des confédérations 1997 est la première édition officielle de la Coupe des confédérations de la FIFA. Cependant, dans la continuité des deux éditions du Championnat intercontinental-Coupe du Roi Fahd de 1992 et 1995, reclassées rétrospectivement au niveau de la Coupe des confédérations par la FIFA, il s'agit effectivement de la troisième édition. Elle se tient en Arabie saoudite du 12 au 21 décembre 1997. 

## Équipes participantes
- Arabie saoudite (nation hôte et vainqueur de la Coupe d'Asie des nations 1996)
- Mexique (vainqueur de la Gold Cup 1996)
- Uruguay (vainqueur de la Copa América 1995)
- Afrique du Sud (vainqueur de la Coupe d'Afrique des nations 1996)
- Australie (vainqueur de la Coupe d'Océanie 1996)
- Tchéquie (finaliste de l'Euro 1996)[2]
- Émirats arabes unis (finaliste de la Coupe d'Asie des nations 1996)
- Brésil (vainqueur de la Coupe du monde 1994)

## La compétition

### Groupe A
|   | Équipe          | Pts | J | G | N | P | BP | BC | Diff |
| - | --------------- | --- | - | - | - | - | -- | -- | ---- |
| 1 | Brésil          | 7   | 3 | 2 | 1 | 0 | 6  | 2  | +4   |
| 2 | Australie       | 4   | 3 | 1 | 1 | 1 | 3  | 2  | +1   |
| 3 | Mexique         | 3   | 3 | 1 | 0 | 2 | 8  | 6  | +2   |
| 4 | Arabie saoudite | 3   | 3 | 1 | 0 | 2 | 1  | 8  | -7   |

| 12 décembre 1997 | Arabie saoudite | 0 | 3 | Brésil    |
|                  | Australie       | 3 | 1 | Mexique   |
| 14 décembre 1997 | Arabie saoudite | 0 | 5 | Mexique   |
|                  | Brésil          | 0 | 0 | Australie |
| 16 décembre 1997 | Arabie saoudite | 1 | 0 | Australie |
|                  | Mexique         | 2 | 3 | Brésil    |

1re journée
| 12 décembre 1997                  | Brésil                              | 3 - 0 | Arabie saoudite | Stade International Roi Fahd, Riyad               |                                                   |
| 16:15 · Historique des rencontres | Cesar Sampaio 65e · Romário 73e 80e |       |                 | Spectateurs : 50 000 Arbitrage : Nikolai Levnikov | Spectateurs : 50 000 Arbitrage : Nikolai Levnikov |
| 16:15 · Historique des rencontres | (rapport)                           |       |                 | Spectateurs : 50 000 Arbitrage : Nikolai Levnikov | Spectateurs : 50 000 Arbitrage : Nikolai Levnikov |

| 12 décembre 1997                  | Australie                          | 3 - 1 | Mexique                | Stade International Roi Fahd, Riyad               |                                                   |
| 19:00 · Historique des rencontres | Viduka 45e · Aloisi 59e · Mori 90e |       | 80e (pen.) L.Hernandez | Spectateurs : 15 000 Arbitrage : Pirom Un-Prasert | Spectateurs : 15 000 Arbitrage : Pirom Un-Prasert |
| 19:00 · Historique des rencontres | (rapport)                          |       |                        | Spectateurs : 15 000 Arbitrage : Pirom Un-Prasert | Spectateurs : 15 000 Arbitrage : Pirom Un-Prasert |

2e journée
| 14 décembre 1997                  | Mexique                                      | 5 - 0 | Arabie saoudite | Stade International Roi Fahd, Riyad        |                                            |
| 17:50 · Historique des rencontres | Palencia 20e 62e · Blanco 68e 76e · Luna 75e |       |                 | Spectateurs : 15 000 Arbitrage : M. McLeod | Spectateurs : 15 000 Arbitrage : M. McLeod |
| 17:50 · Historique des rencontres | (rapport)                                    |       |                 | Spectateurs : 15 000 Arbitrage : M. McLeod | Spectateurs : 15 000 Arbitrage : M. McLeod |

| 14 décembre 1997                  | Australie | 0 - 0 | Brésil | Stade International Roi Fahd, Riyad                 |                                                     |
| 20:00 · Historique des rencontres |           |       |        | Spectateurs : 15 000 Arbitrage : Lucien Bouchardeau | Spectateurs : 15 000 Arbitrage : Lucien Bouchardeau |
| 20:00 · Historique des rencontres | (rapport) |       |        | Spectateurs : 15 000 Arbitrage : Lucien Bouchardeau | Spectateurs : 15 000 Arbitrage : Lucien Bouchardeau |

3e journée
| 16 décembre 1997                  | Arabie saoudite | 1 - 0 | Australie | Stade International Roi Fahd, Riyad               |                                                   |
| 17:50 · Historique des rencontres | Al-Khilaiwi 40e |       |           | Spectateurs : 20 000 Arbitrage : Javier Castrilli | Spectateurs : 20 000 Arbitrage : Javier Castrilli |
| 17:50 · Historique des rencontres | (rapport)       |       |           | Spectateurs : 20 000 Arbitrage : Javier Castrilli | Spectateurs : 20 000 Arbitrage : Javier Castrilli |

| 16 décembre 1997                  | Brésil                                                | 3 - 2 | Mexique                  | Stade International Roi Fahd, Riyad        |                                            |
| 20:00 · Historique des rencontres | Romário 41e (pen.) · Denilson 61e · Junior Baiano 66e |       | 51e Blanco · 90e Ramirez | Spectateurs : 20 000 Arbitrage : M. McLeod | Spectateurs : 20 000 Arbitrage : M. McLeod |
| 20:00 · Historique des rencontres | (rapport)                                             |       |                          | Spectateurs : 20 000 Arbitrage : M. McLeod | Spectateurs : 20 000 Arbitrage : M. McLeod |

### Groupe B
|   | Équipe              | Pts | J | G | N | P | BP | BC | Diff |
| - | ------------------- | --- | - | - | - | - | -- | -- | ---- |
| 1 | Uruguay             | 9   | 3 | 3 | 0 | 0 | 8  | 4  | +4   |
| 2 | Tchéquie            | 4   | 3 | 1 | 1 | 1 | 9  | 5  | +4   |
| 3 | Émirats arabes unis | 3   | 3 | 1 | 0 | 2 | 2  | 8  | -6   |
| 4 | Afrique du Sud      | 1   | 3 | 0 | 1 | 2 | 5  | 7  | -2   |

| 13 décembre 1997 | Émirats arabes unis | 0 | 2 | Uruguay             |
|                  | Tchéquie            | 2 | 2 | Afrique du Sud      |
| 15 décembre 1997 | Émirats arabes unis | 1 | 0 | Afrique du Sud      |
|                  | Uruguay             | 2 | 1 | Tchéquie            |
| 17 décembre 1997 | Tchéquie            | 6 | 1 | Émirats arabes unis |
|                  | Uruguay             | 4 | 3 | Afrique du Sud      |

1re journée
| 13 décembre 1997                  | Uruguay                       | 2 - 0 | Émirats arabes unis | Stade International Roi Fahd, Riyad             |                                                 |
| 17:50 · Historique des rencontres | Olivera 45+2e · Pacheco 90+2e |       |                     | Spectateurs : 13 000 Arbitrage : Ramesh Ramdhan | Spectateurs : 13 000 Arbitrage : Ramesh Ramdhan |
| 17:50 · Historique des rencontres | (Rapport)                     |       |                     | Spectateurs : 13 000 Arbitrage : Ramesh Ramdhan | Spectateurs : 13 000 Arbitrage : Ramesh Ramdhan |

| 13 décembre 1997                  | Tchéquie       | 2 - 2 | Afrique du Sud               | Stade International Roi Fahd, Riyad              |                                                  |
| 20:00 · Historique des rencontres | Šmicer 19e 40e |       | 39e Augustine · 86e Mkhalele | Spectateurs : 7 500 Arbitrage : Javier Castrilli | Spectateurs : 7 500 Arbitrage : Javier Castrilli |
| 20:00 · Historique des rencontres | (Rapport)      |       |                              | Spectateurs : 7 500 Arbitrage : Javier Castrilli | Spectateurs : 7 500 Arbitrage : Javier Castrilli |

2e journée
| 15 décembre 1997                  | Émirats arabes unis | 1 - 0 | Afrique du Sud | Stade International Roi Fahd, Riyad          |                                              |
| 17:50 · Historique des rencontres | Mubarak 5e          |       |                | Spectateurs : 11 000 Arbitrage : René Ortube | Spectateurs : 11 000 Arbitrage : René Ortube |
| 17:50 · Historique des rencontres | (Rapport)           |       |                | Spectateurs : 11 000 Arbitrage : René Ortube | Spectateurs : 11 000 Arbitrage : René Ortube |

| 15 décembre 1997                  | Uruguay                    | 2 - 1 | Tchéquie  | Stade International Roi Fahd, Riyad       |                                           |
| 20:00 · Historique des rencontres | Olivera 26e · Zalayeta 88e |       | 89e Siegl | Spectateurs : 9 000 Arbitrage : Saad Mane | Spectateurs : 9 000 Arbitrage : Saad Mane |
| 20:00 · Historique des rencontres | (Rapport)                  |       |           | Spectateurs : 9 000 Arbitrage : Saad Mane | Spectateurs : 9 000 Arbitrage : Saad Mane |

3e journée
| 17 décembre 1997                  | Tchéquie                                              | 6 - 1 | Émirats arabes unis | Stade International Roi Fahd, Riyad         |                                             |
| 17:50 · Historique des rencontres | Obaid 11e (csc) · Nedved 22e 31e · Šmicer 42e 68e 71e |       | 78e Al-Talyani      | Spectateurs : 8 000 Arbitrage : René Ortube | Spectateurs : 8 000 Arbitrage : René Ortube |
| 17:50 · Historique des rencontres | (Rapport)                                             |       |                     | Spectateurs : 8 000 Arbitrage : René Ortube | Spectateurs : 8 000 Arbitrage : René Ortube |

| 17 décembre 1997                  | Uruguay                                         | 4 - 3 | Afrique du Sud                          | Stade International Roi Fahd, Riyad            |                                                |
| 20:00 · Historique des rencontres | Dario Silva 12e 66e · Recoba 42e · Callejas 90e |       | 11e Radebe · 69e Mkhalele · 77e Ndlanya | Spectateurs : 8 000 Arbitrage : Ramesh Ramdhan | Spectateurs : 8 000 Arbitrage : Ramesh Ramdhan |
| 20:00 · Historique des rencontres | (Rapport)                                       |       |                                         | Spectateurs : 8 000 Arbitrage : Ramesh Ramdhan | Spectateurs : 8 000 Arbitrage : Ramesh Ramdhan |

### Tableau final
|  | Demi-finales             | Demi-finales             |                        |     | Finale                   | Finale                   |
|  | Demi-finales             | Demi-finales             |                        |     | Finale                   | Finale                   |
|  |                          |                          |                        |     |                          |                          |
|  | 19 décembre 1997 / Riyad | 19 décembre 1997 / Riyad |                        |     | 21 décembre 1997 / Riyad | 21 décembre 1997 / Riyad |
|  | 19 décembre 1997 / Riyad | 19 décembre 1997 / Riyad |                        |     | 21 décembre 1997 / Riyad | 21 décembre 1997 / Riyad |
|  | Brésil                   | 2                        |                        |     | 21 décembre 1997 / Riyad | 21 décembre 1997 / Riyad |
|  | Brésil                   | 2                        |                        |     | 21 décembre 1997 / Riyad | 21 décembre 1997 / Riyad |
|  | Tchéquie                 | 0                        |                        |     | 21 décembre 1997 / Riyad | 21 décembre 1997 / Riyad |
|  | Tchéquie                 | 0                        | Brésil                 | 6   |                          |                          |
|  | 19 décembre 1997 / Riyad |                          | Brésil                 | 6   |                          |                          |
|  |                          | Australie                | 0                      |     |                          |                          |
|  | Australie                | Australie                | 0                      | 1ap |                          |                          |
|  | Australie                |                          |                        | 1ap |                          |                          |
|  | Uruguay                  | 0                        |                        |     |                          |                          |
|  | Uruguay                  | 0                        | Match pour la 3e place |     |                          |                          |
|  |                          |                          |                        |     |                          |                          |
|  | 21 décembre 1997 / Riyad |                          |                        |     |                          |                          |
|  |                          |                          |                        |     |                          |                          |
|  | Tchéquie                 | 1                        |                        |     |                          |                          |
|  | Tchéquie                 | 1                        |                        |     |                          |                          |
|  | Uruguay                  | 0                        |                        |     |                          |                          |
|  | Uruguay                  | 0                        |                        |     |                          |                          |

 : but en or

### Demi-finales
| 19 décembre 1997                  | Brésil | 2 - 0   | Tchéquie | Stade International Roi Fahd, Riyad                 |                                                     |
| 15:15 · Historique des rencontres | Romário 54e · Ronaldo 83e |         | | Spectateurs : 28 000 Arbitrage : Lucien Bouchardeau | Spectateurs : 28 000 Arbitrage : Lucien Bouchardeau |
| 15:15 · Historique des rencontres | (Rapport) |         | | Spectateurs : 28 000 Arbitrage : Lucien Bouchardeau | Spectateurs : 28 000 Arbitrage : Lucien Bouchardeau |
| 15:15 · Historique des rencontres | Dida - Cafu 24e, Aldair 35e, Junior Baiano 20e ( 70e Gonçalves), Dunga 77e - Roberto Carlos, Flavio Conceicao ( 87e Cesar Sampaio), Leonardo ( 45e Denilson), Juninho Paulista - Ronaldo, Romário | Équipes | Srnicek - Hornak ( 82e Poborský), Vlcek 64e, Nemec 68e, Svoboda - Šmicer, Lasota, Bejbl ( 89e Kozel), Nedved 7e ( 73e Ulich)- Kuka, Rada | Spectateurs : 28 000 Arbitrage : Lucien Bouchardeau | Spectateurs : 28 000 Arbitrage : Lucien Bouchardeau |

| 19 décembre 1997                  | Australie | 1 - 0 a. p. · | Uruguay | Stade International Roi Fahd, Riyad               |                                                   |
| 19:00 · Historique des rencontres | Kewell 92e |               | | Spectateurs : 22 000 Arbitrage : Nikolai Levnikov | Spectateurs : 22 000 Arbitrage : Nikolai Levnikov |
| 19:00 · Historique des rencontres | (Rapport) |               | | Spectateurs : 22 000 Arbitrage : Nikolai Levnikov | Spectateurs : 22 000 Arbitrage : Nikolai Levnikov |
| 19:00 · Historique des rencontres | Bosnich - Lazaridis, Ivanovic, Tobin, Zelic - Foster, Vidmar, Muscat 28e - Kewell, Viduka, Vidmar ( 80e Skoko) | Équipes       | Flores - Diego Lopez, Montero, Méndez 5e, De los Santos - Adinolfi, Pablo Garcia, Vespa, Olivera - Zalayeta 4e, Recoba ( 81e Dario Silva) | Spectateurs : 22 000 Arbitrage : Nikolai Levnikov | Spectateurs : 22 000 Arbitrage : Nikolai Levnikov |

### Match pour la3eplace
| 21 décembre 1997                  | Tchéquie | 1 - 0   | Uruguay | Stade International Roi Fahd, Riyad                 |                                                     |
| 17:50 · Historique des rencontres | Lasota 63e |         | | Spectateurs : 27 000 Arbitrage : Lucien Bouchardeau | Spectateurs : 27 000 Arbitrage : Lucien Bouchardeau |
| 17:50 · Historique des rencontres | (Rapport) |         | | Spectateurs : 27 000 Arbitrage : Lucien Bouchardeau | Spectateurs : 27 000 Arbitrage : Lucien Bouchardeau |
| 17:50 · Historique des rencontres | Srnicek - Fukal 78e, Vlcek, Nemec 34e, Svoboda 29e - Šmicer ( 78e Poborský 83e, Lokvenc ( 88e Hornak), Bejbl ( 58e Lasota), Nedved- Kuka, Rada | Équipes | Flores - Diego Lopez ( 67e Hernandez), Montero, Méndez, De los Santos - Adinolfi, Pablo Garcia, Vespa ( 79e Dario Silva 90e), Olivera 35e - Zalayeta, Recoba | Spectateurs : 27 000 Arbitrage : Lucien Bouchardeau | Spectateurs : 27 000 Arbitrage : Lucien Bouchardeau |

### Finale
| Titulaires : |  |
| |  |
| Dida · Cafu · Aldair · Junior Baiano · Dunga · Roberto Carlos · Cesar Sampaio · Juninho Paulista · Denilson · Romário · Ronaldo 72e · |  |
| Sélectionneur : |  |
| Mario Zagallo |  |

| Titulaires : |  |
| |  |
| Bosnich · Horvat 55e · Lazaridis · Ivanovic · Tobin · Zelic · Foster · A.Vidmar 31e · T.Vidmar 31e · Kewell · Viduka 24e · |  |
| Remplaçants : |  |
| 31e Aloisi · 31e Muscat · 55e Bingley ·                                                                                    |  |
| Sélectionneur : |  |
| Terry Venables |  |

| Titulaires : |  |
| |  |
| Dida · Cafu · Aldair · Junior Baiano · Dunga · Roberto Carlos · Cesar Sampaio · Juninho Paulista · Denilson · Romário · Ronaldo 72e · |  |
| Sélectionneur : |  |
| Mario Zagallo |  |

| Titulaires : |  |
| |  |
| Bosnich · Horvat 55e · Lazaridis · Ivanovic · Tobin · Zelic · Foster · A.Vidmar 31e · T.Vidmar 31e · Kewell · Viduka 24e · |  |
| Remplaçants : |  |
| 31e Aloisi · 31e Muscat · 55e Bingley ·                                                                                    |  |
| Sélectionneur : |  |
| Terry Venables |  |

## Meilleurs buteurs
7 buts
- Romário

5 buts
- Vladimír Šmicer

4 buts
- Ronaldo

## Statistiques
- 52 buts pour 16 matchs soit 3,25 buts par match.